# 유니버시티역
유니버시티역은 말레이시아 RapidKL 클라나자야 선의 철도역이다.

## 역 주변
- 말라야 대학교